# 후치다 미쓰오

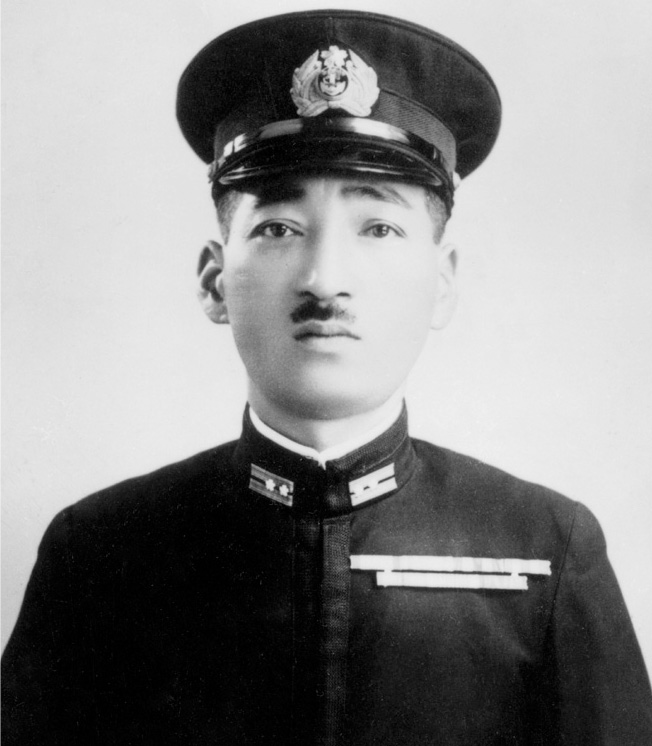
후치다 미쓰오

후치다 미쓰오(일본어: 淵田 美津雄, 1902년 12월 3일 ~ 1976년 5월 30일)는 일본의 해군 군인이며, 기독교 전도사이다.
나라현 기타가쓰라기촌(현재의 가쓰라기시) 출신. 구제 나라 현립 우네비 중학교를 거쳐서, 1924년 7월, 해군병학교(52기)를 졸업했다. 진주만 공격에 있어서 공습 부대의 총지휘관으로, 제1차 공격대(및 예하의 수평폭격대)를 지휘하여「도・도・도」(ト・ト・ト, 전군 공격하라의 뜻) 및「도라, 도라, 도라」(トラトラトラ, 기습에 성공함)이 후치다에게서 타전된 것으로 알려진다. 당시, 해군 중좌였다.
개전 전, 제3항공전대 참모에서 2번째 항모 아카기(赤城)의 비행대장으로 취임했다. 이례적인「파격인사」였다. 동기이자 친구이며, 사실상의 작전 입안자였던 겐다 미노루(源田実)의 희망이었다고 전해진다. 그리고 제1항공함대 기함 아카기에서는 1941년 11월 이래, 미드웨이 해전에서 침몰하기까지, 후치다 중좌(1941년 10월 승진), 이타야 시게루(板谷茂) 소좌, 무라타 시게하루(村田重治) 소좌라는 3명의 비행대장이 있는 이례의 배치가 되었다.
미드웨이 해전 때에는 미드웨이에 향하는 도중에 맹장염에 걸려 미드웨이 공습대의 지휘를 잡지 못하여, 항모 아카기에 남았다. 아카기에서 탈출할 때에 양쪽 발이 골절되었다. 일본 송환 후에는 요코스카 항공지휘관, 해군 대학교 겸 육군 대학교 교관을 거쳐서 군령부에 속했고, 제1항공함대 참모, 연합함대・남방군 참모를 맡았다. 종전시에는 해군 대좌였다.
패번 후에는 제2복원성(예전의 해군성)의 사실 조사부, GHQ의 역사과 촉탁으로서 전쟁 중의 자료 정리연구를 했다. 후치다의 나구모 주이치(南雲忠一), 야마모토 이소로쿠(山本五十六)에 대한 평가는 신랄하다.
1949년, 기독교에 입교한 이래 1966년에 은퇴하기까지 미국과 일본 각지에서 전도활동에 종사했다. 미국에서는「진주만 공격의 영웅」으로서 초대된 적이 많았다고 한다. 1967년, 고향에 은거했다.
1976년 5월 30일, 당뇨병의 합병증에 걸려 74세의 나이로 사망했다.

## 저서
- 일본측 문헌
  - 『ミッドウェー』（PHP문고, 1999년） ISBN 4-569-57292-8
  - 『機動部隊』（PHP문고,2000년） ISBN 4-569-57374-6

이상의 두 권은, 오쿠미야 마사타케와 함께 공저(共著)한 것이다.
- - 『真珠湾攻撃』（PHP문고, 2001년)ISBN 4-569-57554-4
  - 『真珠湾攻撃総隊長の回想 淵田美津雄自叙伝』（고단샤, 2007년) ISBN 978-4-06-214402-5

만년, 65세부터 73세로 사망하기까지, 썼던 일련의 초고다. 사망 후, 미국에 살던 장남에게 물려졌고, 약 30년간 잠들어 있었다. 2005년, 저널리스트인 나카다 세이이치가 그 존재를 알고, 내용을 정리하였다.

## 전기
일본측 문헌입니다.
- 生出寿『真珠湾攻撃隊総指揮官 淵田美津雄中佐の生涯』（徳間書店、1992년） ISBN 4-19-224925-1
- 生出寿『真珠湾攻撃隊総隊長 渕田美津雄の戦争と平和』（徳間文庫、1996년） ISBN 4-19-890543-6
- 甲斐克彦『真珠湾のサムライ淵田美津雄 伝道者となったパールハーバー攻撃隊長の生涯』

（光人社、1996년） ISBN 4-7698-0756-2
（光人社NF文庫、2008년） ISBN 978-4-7698-2561-6
- 星亮一『淵田美津雄 真珠湾攻撃を成功させた名指揮官』（PHP文庫、2000년） ISBN 4-569-57391-6

## 등장작품
- 도라!도라!도라!(tora! tora! tora!): 연기자-다무라 다카히로(田村高廣)